# 100417 Philipglass
100417 Philipglass este un asteroid din centura principală de asteroizi.

## Descriere
100417 Philipglass este un asteroid din centura principală de asteroizi. A fost descoperit pe 7 martie 1996 la Linz de Erich Meyer. Asteroidul prezintă o orbită caracterizată de o semiaxă mare de 2,60 ua, o excentricitate de 0,14 și o înclinație de 5,4° în raport cu ecliptica.